# Fluorcalciopiroclor
El fluorcalciopiroclor és un mineral de la classe dels òxids que pertany al grup del piroclor. Rep el nom per la composició química i per la relació amb el piroclor.

## Característiques
El fluorcalciopiroclor és un òxid de fórmula química (Ca,Na)₂(Nb, Ti)₂O₆F. Va ser aprovada com a espècie vàlida per l'Associació Mineralògica Internacional l'any 2013, sent publicada per primera vegada el 2017. Cristal·litza en el sistema isomètric. La seva duresa a l'escala de Mohs és 5.
L'exemplar que va servir per a determinar l'espècie, el que es coneix com a material tipus, es troba conservat a les col·leccions del laboratori d'estructura cristal·lina de l'institut de recerca científica de la Universitat de Geociències de la Xina, a Beijing, amb el número de catàleg: xi-81.

## Formació i jaciments
Va ser descoberta al dipòsit de Bayan Obo, situat a la localitat de Baotou, a Mongòlia Interior (República Popular de la Xina). Tot i tractar-se d'una espècie no gaire habitual ha estat descrita en tots els continents del planeta a excepció d'Oceania i l'Antàrtida.